# Liste der Monuments historiques in Reichshoffen
Die Liste der Monuments historiques in Reichshoffen führt die Monuments historiques in der französischen Gemeinde Reichshoffen auf.

## Liste der Bauwerke
| Bezeichnung         | Beschreibung                                          | Standort                 | Kennzeichnung | Schutzstatus | Datum | Bild           |
| ------------------- | ----------------------------------------------------- | ------------------------ | ------------- | ------------ | ----- | -------------- |
| Kirche St-Michel    | zwischen 1772 und 1774 erbaut                         | Rue de l’Église (Lage)   | PA00084898    | Classé       | 1921  | weitere Bilder |
| Château de Dietrich | 1770/71 nach Plänen von Joseph Massol erbaut          | 16 rue du Château (Lage) | PA00084897    | Classé       | 1940  | weitere Bilder |
| Altkirch            | Ruine einer gotischen Chorturmkirche, 13. Jahrhundert | Rue des Prés (Lage)      | PA00085274    | Inscrit      | 1990  | weitere Bilder |

## Liste der Objekte
| Bezeichnung                                                | Beschreibung | Standort                                        | Kennzeichnung | Schutzstatus | Datum | Bild           |
| ---------------------------------------------------------- | --- | ----------------------------------------------- | ------------- | ------------ | ----- | -------------- |
| Hauptaltar                                                 | Holz, farbig gefasst und vergoldet, um 1700 | in der Kapelle Notre-Dame-du-Bon-Secours (Lage) | PM67001351    | Inscrit      | 1997  | weitere Bilder |
| Annenaltar                                                 | Seitenaltar; Holz, farbig gefasst und vergoldet, Anfang des 18. Jahrhunderts | in der Kapelle Notre-Dame-du-Bon-Secours (Lage) | PM67001348    | Inscrit      | 1997  | weitere Bilder |
| Wolfgangsaltar                                             | Seitenaltar; Holz, farbig gefasst und vergoldet, Anfang des 18. Jahrhunderts | in der Kapelle Notre-Dame-du-Bon-Secours (Lage) | PM67001349    | Inscrit      | 1997  | weitere Bilder |
| Zwei Seitenaltäre: Mariä Verkündigung und Erzengel Michael | jeweils Altartisch, Retabel und Gemälde; Holz, farbig gefasst und vergoldet, sowie Ölfarbe auf Leinwand, 1774 bis 1776                                                                     | in der Kirche St-Michel (Lage)                  | PM67000649    | Classé       | 1982  |                |
| Skulptur Heilige Anna                                      | Holz, 18. Jahrhundert | in der Kirche St-Michel (Lage)                  | PM67001459    | Inscrit      | 2001  |                |
| Tisch                                                      | Holz, vergoldet, und Marmor, um 1750 | in der Kirche St-Michel (Lage)                  | PM67000654    | Classé       | 1992  |                |
| Kirchenbänke                                               | Eichenholz, um 1775 | in der Kirche St-Michel (Lage)                  | PM67000653    | Classé       | 1982  |                |
| Emporenorgel                                               | 1777 gebaut | in der Kirche St-Michel (Lage)                  | PM67001070    | Classé       | 1977  | weitere Bilder |
| Prospekt der Emporenorgel                                  | 1777 gebaut | in der Kirche St-Michel (Lage)                  | PM67000647    | Classé       | 1977  | weitere Bilder |
| Skulptur Madonna (?)                                       | möglicherweise aus einer Kreuzigungsgruppe; Holz, 18. Jahrhundert | in der Kirche St-Michel (Lage)                  | PM67001352    | Inscrit      | 2001  |                |
| Hauptaltar                                                 | Altartisch, Tabernakel, Retabel, Gemälde und acht Skulpturen; Holz, farbig gefasst und vergoldet, Stuck, Ölfarbe auf Leinwand, zwischen 1779 und 1782; das Gemälde 1790 von Joseph Melling | in der Kirche St-Michel (Lage)                  | PM67000648    | Classé       | 1982  | weitere Bilder |
| Kanzel                                                     | Holz, farbig gefasst und vergoldet, 1774 | in der Kirche St-Michel (Lage)                  | PM67000650    | Classé       | 1980  | weitere Bilder |
| Vier Beichtstühle                                          | Holz, zwischen 1780 und 1790 | in der Kirche St-Michel (Lage)                  | PM67000652    | Classé       | 1982  | weitere Bilder |
| Glocke Heilige Anna                                        | Bronze, 1812 gegossen | in der Kirche St-Michel (Lage)                  | PM67001726    | Inscrit      | 1990  |                |
| Chorbänke und Wandverkleidung                              | Eichenholz, zwischen 1780 und 1790 | in der Kirche St-Michel (Lage)                  | PM67000651    | Classé       | 1982  | weitere Bilder |
| Skulptur Madonna mit Kind                                  | Holz, farbig gefasst und vergoldet, 16. Jahrhundert; aus der Kapelle Notre-Dame-du-Bon-Secours                                                                                             | in der Kirche St-Michel (Lage)                  | PM67001350    | Inscrit      | 1997  |                |
| Skulptur Heiliger Christopherus mit Jesuskind              | Holz, 16. Jahrhundert | in der Kirche St-Michel (Lage)                  | PM67001457    | Inscrit      | 2001  |                |
| Skulptur Maria Immaculata                                  | Holz, 18. Jahrhundert | in der Kirche St-Michel (Lage)                  | PM67001458    | Inscrit      | 2001  |                |
| Chororgel                                                  | in Teilen von 1626, modern ergänzt | in der Kirche St-Michel (Lage)                  | PM67001071    | Classé       | 1990  | weitere Bilder |
| Prospekt der Chororgel                                     | in Teilen von 1626, modern ergänzt | in der Kirche St-Michel (Lage)                  | PM67000522    | Classé       | 1990  | weitere Bilder |
| Skulptur Maria als Kind (?)                                | Holz, 18. Jahrhundert | in der Kirche St-Michel (Lage)                  | PM67001460    | Inscrit      | 2001  |                |